# Armin Joseph Deutsch
Armin Joseph Deutsch, né le 25 janvier 1918 à Chicago (Illinois) et mort le 11 novembre 1969 à Pasadena (Californie), est un astronome et un écrivain américain de science-fiction.

## Biographie
Après avoir été étudiant à l'université de l'Arizona, il obtient un doctorat en astronomie de l'université de Chicago en 1946.
Il est remarqué pour ses travaux sur l'effet Doppler en 1958.
Il travaille en tant qu'éditeur-associé pour la revue Annual Review of Astronomy and Astrophysics à compter de 1966. De 1964 à 1967, il est conseiller auprès de l'American Astronomical Society.

## Œuvres
- A study of the spectrum variables of type A, 1947
- A Subway Named Mobius, Astounding Science Fiction, décembre 1950 (la nouvelle est proposée au prix Hugo de la meilleure nouvelle courte 1951 ; elle est adaptée au cinéma en 1996 par le réalisateur argentin Gustavo Mosquera sous le titre Moebius).
- The Sun, dans The New Astronomy, a Scientific American Book, Simon and Schuster, New York, 1955
- W. Klemperer, symposium en 1961, Academic Press, New York, 1962
- The Ageing Stars of the Milky Way, dans Stars and Galaxies : Birth, Ageing, and Death in the Universe, Prentice-Hall, Englewood Cliffs, 1962

## Distinction honorifique
Le cratère Deutsch sur la face cachée de la Lune est nommé ainsi en son honneur.